# Ja'd bin Dirham
Jaʻd bin Dirham (ال جعد بن درهم) est un théologien musulman du VIIIe siècle,, originaire de la région du Khorassan. 
Il exerce pendant le califat de Hichām, dixième calife omeyyade.

## Biographie
Bien que peu de chose sur lui ne soit connues, Jaʻd bin Dirham est reconnu comme étant à l'origine de la thèse du Coran créé.
Installé pendant un temps à Damas, c’est durant un exil à Koufa, conséquence des persécutions qu’il subit pour ses pensées, qu’il rencontre son premier disciple, Jahm bin Safwân, dont les idées deviendront par la suite les bases du jahmisme.

## Mort
Jaʻd bin Dirham est exécuté vers 737, à Bassorah par Khālid al-Qasrī, gouverneur de la Mecque.
Un récit de Abū ʻUthmān al-Sābūnī, savant du XIe siècle, relate au sujet de son exécution :

« Khalid bin ‘Abdullah Al-Qasri fit un sermon le jour d’Al-Ad'ha à Bassorah, et dit à la fin de son sermon : Retournez à vos maisons et sacrifiez; qu’Allah vous récompense pour vos sacrifices. En ce jour, je sacrifierai Jaʻd bin Dirham; car il dit qu’Allah n’a pas pris Ibrahim comme ami, et qu’Il ne s’est pas directement adressé à Moïse; exalté est Allah et libre est-Il de ce qu'Al-Ja'd a déclaré. Il est ensuite descendu du Minbar et l’a égorgé, et a demandé à ce qu’il soit crucifié. »